# الشرق للأخبار
الشرق للأخبار هي مجموعة إعلامية سعودية تتكون من قناة تلفزيونية ومنصات رقمية إخبارية واقتصادية تابعة للمجموعة السعودية للأبحاث والإعلام، تأسست في 11 نوفمبر 2020، لديها اتفاقية حصرية لاستخدام المحتوى من بلومبرغ وبشبكة تضم أكثر من 2700 صحفي ومحلل مالي واقتصادي حول العالم. يقع مقرها الرئيسي في الرياض مع مكاتب رئيسية في مركز دبي المالي العالمي وفي واشنطن بالإضافة إلى مقرات وأستوديوهات في القاهرة وأبو ظبي. كما لديها مجموعة من المكاتب إقليمية والمراسلين في العواصم والمدن الكبرى في المنطقة والعالم، بالإضافة إلى قدرة الوصول إلى المحتوى الذي ينتجه مئات الصحفيين والمراسلين في شبكة بلومبرغ حول العالم. يرأسها حاليا نبيل الخطيب.

## التاريخ
عرفت قناة الشرق بعدة أسماء قبل إطلاقها الرسمي في نوفمبر 2020. إذ اختير لها اسم «بلومبيرغ العربية» ثم اسم «بلومبيرغ الشرق» ثم اسم «الشرق للأخبار».

## اقتصاد الشرق مع Bloomberg

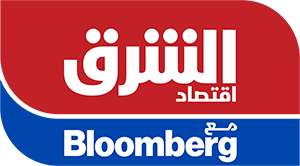
"اقتصاد الشرق مع Bloomberg" هو الخدمة المتخصصة في الاقتصاد ضمن "الشرق" و يوفر المحتوى الإخباري باللغة العربية عبر منصات متعددة.

«اقتصاد الشرق مع Bloomberg» هي الخدمة المتخصصة في الاقتصاد ضمن «الشرق» ويوفر المحتوى الإخباري باللغة العربية عبر منصات متعددة.
وتسعى «الشرق» من خلال هذه الخدمة القائمة بالتعاون مع «بلومبِرغ» إلى تقديم محتوى يجعلها المصدر الأول لأخبار الاقتصاد للناطقين باللغة العربية. باستخدام منصات متعددة، سيصل المحتوى الذي يعدّه القسم إلى قادة قطاع الأعمال، وكذلك إلى الأجيال الشابة التي تدرك أهمية المعلومات الاقتصادية والمالية والمؤسسية العالمية.
فريق «اقتصاد الشرق»، يتمتع بحقوق الاستخدام الكاملة للمحتوى الضخم الذي توفره بلومبِرغ، سيما المحتوى الاقتصادي وتحليل بيانات الأسواق، إلى جانب الأخبار والتحليلات المترجمة من أكثر من 2700 صحفي ومحلل اقتصادي حول العالم.
التغطيات الخاصة بـخدمة «اقتصاد الشرق مع بلومبِرغ» تصل إلى الجمهور العربي حول العالم من خلال برامج تلفزيونية خاصة إلى جانب منصة إلكترونية مخصصة بالكامل لنشر الأخبار والتحليلات الخاصة بالشركات والأسواق والتطورات الاقتصادية التي توثر في المنطقة ومصالح المستثمرين.

## البرامج
تقدم الشرق مزيجا من الأخبار السياسية والاقتصادية والبرامج والوثائقيات والتحقيقات الاستقصائية.وتضم قائمة البرامج:.
النشرات الإخبارية
الساعة 9.00، 10.00، 11.00، 12.00 صباحاً و 1.00، 2.00 ظهراً بتوقيت السعودية
| اسم البرنامج  | وصف البرنامج | التوقيت                           | المذيع                          |
| ------------- | --- | --------------------------------- | ------------------------------- |
| الصباح مع صبا | أول برنامج صباحي اقتصادي عربي في منطقة الشرق الأوسط، موجه لقادة الأعمال في المنطقة، وهدفه التحضير لفترة ما قبل افتتاح أسواق الأسهم. يتناول الأخبار والبيانات المتعلقة باقتصادات الدول الآسيوية والأميركية وأخبار شركاتها وأسواقها المالية والتوقعات بشأن تأثيراتها على المنطقة، بالإضافة إلى فقرات متنوعة منها "الكلمة الأولى من الشرق" و"تحديثات السياحة والسفر والطقس" وفقرة "عالرادار" التي ترصد الأحداث المتوقعة خلال اليوم أو الأسبوع | 7.00 صباحاً بتوقيت السعودية        | صبا عودة                        |
| الجلسة الاولى | تتناول نور عماشة أبرز الأخبار الاقتصادية والمؤشرات المالية في المنطقة وأداء أسواقها المالية لليوم | 11.30 صباحاً بتوقيت السعودية       | نور عماشة                       |
| مؤشرات الشرق  | نشرة تلقي نظرة على إغلاقات بعض الأسواق الخليجية وترصد التحولات في الأسواق الأوروبية | 1:30 ظهراً بتوقيت السعودية         | محمد فتحي                       |
| أسواق الشرق   | محطات اقتصادية يومية تدخل في تفاصيل الاقتصاد السعودي | 2.30 ظهراً بتوقيت السعودية         |                                 |
| شرق وغرب      | يقدم بانوراما الأسواق العربية من الدار البيضاء إلى البحرين، قبل أن يختم مع نظرة سريعة على إغلاق السوق المصرية ويتابع الأخبار الاقتصادية الأوروبية ويحضر لافتتاح السوق الأميركية | الساعة 3.00 ظهراً بتوقيت السعودية  | مايا حجيج                       |
| الرابط        | يربط على مدى سبعة أيام في الاسبوع أبرز التطورات السياسية في اليوم، وانعكاسها على الاقتصاد | الساعة 6.00 مساءً بتوقيت السعودية  | مكي هلال، سحر الميزاري          |
| جلسة المساء   | تلخص زينة صوفان أحداث اليوم الاقتصادية وتتطرق لفرص الاستثمار وتحدياته، مع منح الأولوية لتسليط الضوء على نجاحات رواد الأعمال الشباب والشركات الناش | الساعة 7.00 مساءً بتوقيت السعودية: | زينة صوفان                      |
| ألوان الشرق   | على مدى سبعة أيام تتناوب رشا الخطيب وهديل عليان على الإبحار في موضوعات تتنوع بين الأخبار الراهنة وقصص الحياة، وتناول الموضوعات في مجلة شاملة لأبرز الملفات من سياسة وصحة وتكنولوجيا واقتصاد وغيرها | لساعة 8.00 مساءً بتوقيت السعودية   | هديل عليان، رشا الخطيب          |
| دائرة الشرق   | برنامج سياسي لساعتين يوميا تقدمه الإعلامية زينة يازجي يُجمل أحداث اليوم وينظر اليها من "زواياها الخمس". | الساعة 9.00 مساءً بتوقيت السعودية  | زينة يازجي                      |
| الارتداد شرقا | يرصد أبرز التطورات العالمية الحاصلة يوميا من زاوية تأثيراتها المتوقعة على المنطقة العربية | 12.00 منتصف الليل بتوقيت السعودية | معتز الدمرداش. عبد الله آل يحيى |
| أسواق الشرق   | محطات اقتصادية يومية تداع على منصة الشرق الآن | على مدار ساعات التغطية            | عبدالله السبيعي                 |

| اسم البرنامج | وصف البرنامج | التوقيت                                             | المذيع        |
| ------------ | --- | --------------------------------------------------- | ------------- |
| المدار       | من العاصمة البريطانية لندن، يلتقي فيه مع صناع السياسة أو الرأي ومعهم يدخل في دهاليز القضايا الراهنة في ذلك الأسبوع         | كل يوم أحد في تمام الساعة 5.00 مساءً بتوقيت السعودية | عضوان الاحمري |
| على الحدود   | ترصد فيه الشرق، كل اسبوع، أبرز القضايا التي حصلت في احدى الدول المجاورة لبلدان الشرق الأوسط، وكيف أثرت على البلدان العربية | كل يوم ثلاثاء في الساعة 5.00 مساءً بتوقيت السعودية   | سحر الميزاري  |
| مع وضد       | فرصة لطرفي نقيض، أن يقدما رأيهما بتوازن للجمهور، لمنح الجمهور فرصة للاطلاع على الأبعاد المختلفة لقضية ذات اهتمام للجمهور   | كل يوم أربعاء في الساعة 5.00 مساءً بتوقيت السعودية   | مكي هلال      |
| أسأل باسم    | لدكتور باسم يوسف يعود إلى جمهوره، مقترحاً السبيل لحياة أكثر عافية                                                           | كل يوم خميس الساعة 5.30 مساءً بتوقيت السعودية        | باسم يوسف     |

| اسم البرنامج        | وصف البرنامج | التوقيت                                         | المذيع        |
| ------------------- | --- | ----------------------------------------------- | ------------- |
| بعد حين             | الزخم الإخباري الكبير قد يدفن القضايا والأحداث بسرعة. لذا، يتابع "بعد حين" الأحداث الإخبارية الكبرى التي وقعت وطالها النسيان بعد مدة. يعيد البرنامج هذه الأحداث إلى الواجهة، ويعرض للجمهور الحالة التي انتهت إليها، وتداعياتها، ونتائجها | يوم الاثنين في الساعة 5.00 مساءً بتوقيت السعودية | خديجة الرحالي |
| أمام الكواليس       | ببرنامج استقصائي يحقق في قضايا غامضة ومثيرة للجدل. تحتل الصحافة الاستقصائية اليوم حيزا واسعا من المواد الصحفية المرئية والمسموعة والمكتوبة في جميع أنحاء العالم                                                                          | يوم الجمعة في الساعة 5.00 مساء بتوقيت السعودية: |               |
| "يوم مع" زينة صوفان | تستضيف زينة صوفان شهريا شخصيات اقتصادية ورجال أعمال وتلقي نظرة على حياتهم. يستضيف البرنامج شخصيات اقتصادية، ويقضي يوما واحدا معهم، مستعرضا نجاحاتهم الاقتصادية والتجارية عبر حوار تفاعلي.                                                | يوم الاثنين في الساعة 5.00 مساء بتوقيت السعودية | زينة صوفان    |

## الجوائز
- في عام 2021 فازت الشرق للأخبار بثلاث جوائز من جوائز "مينا سيرتش" عن فئة أفضل محرك بحث باللغة العربية، وأفضل حملة متكاملة، وأفضل تسويق للمحتوى باللغة العربية لعام 2021.
- فازت الشرق بجائزتين ضمن فعاليات منتدى التواصل الاجتماعي العالمي الذي أًقيم في عمّان بالأردن، وهما جائزة أفضل مذيع أخبار لعام 2021 من نصيب هديل عليّان، إعلامية الشرق للأخبار، وجائزة أفضل استخدام لتويتر ضمن حملة تسويقية.
- في عام 2022، استلمت الإعلامية هديل عليان جائزة أطوار بهجت في العاصمة بغداد عن فئة افضل إعلامية عربية ضمن حفل منتدى الإعلاميات العراقيات بمناسبة الذكرى الحادية عشرة على تأسيسه والذي تزامن مع ذكرى استشهاد الصحافية العراقية أطوار بهجت.
- وفي عام 2022 فازت الشرق للأخبار بتسع جوائز Broadcast Production Awards 2022" والتي تكّرم أفضل الانتاجات في صناعة الأخبار والرياضة والترفيه.[6]

## وصلات خارجية
- الموقع الرسمي